# Conservatoire du littoral
La Conservatoire du littoral, il cui nome ufficiale è Conservatoire de l'espace littoral et des rivages lacustres è un'istituzione pubblica francese, creata nel 1975, con l'obiettivo di tutelare in modo permanente le aree naturali di particolare rilevanza paesaggistica ed ambientale situate sulle coste, le rive dei laghi e le distese d'acqua con una estensione di almeno dieci chilometri quadrati. Essa è membro dell'Unione internazionale per la conservazione della natura (IUCN).
La conservatoria acquisisce annualmente da venti a trenta chilometri quadrati di terreno e, al 31 dicembre 2007, risultavano sotto tutela 113000 ettari di territorio comprensivi di circa 900 chilometri di litorale marino.
La Conservatoire du littoral ha firmato un accordo di partenariato con la Conservatoria delle coste della Sardegna e con il National Trust inglese.

## Galleria d'immagini

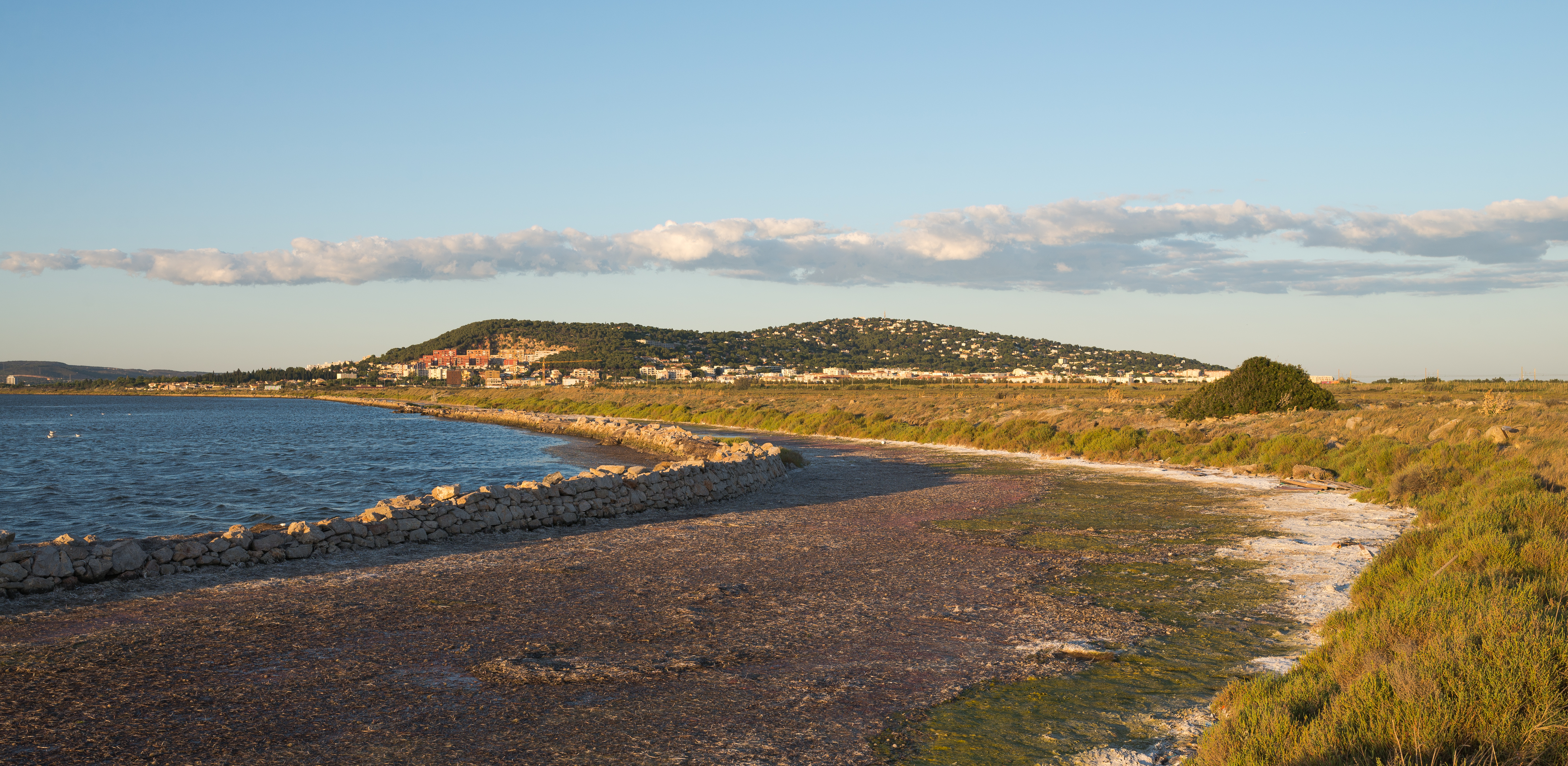
Lido de Thau, Sète
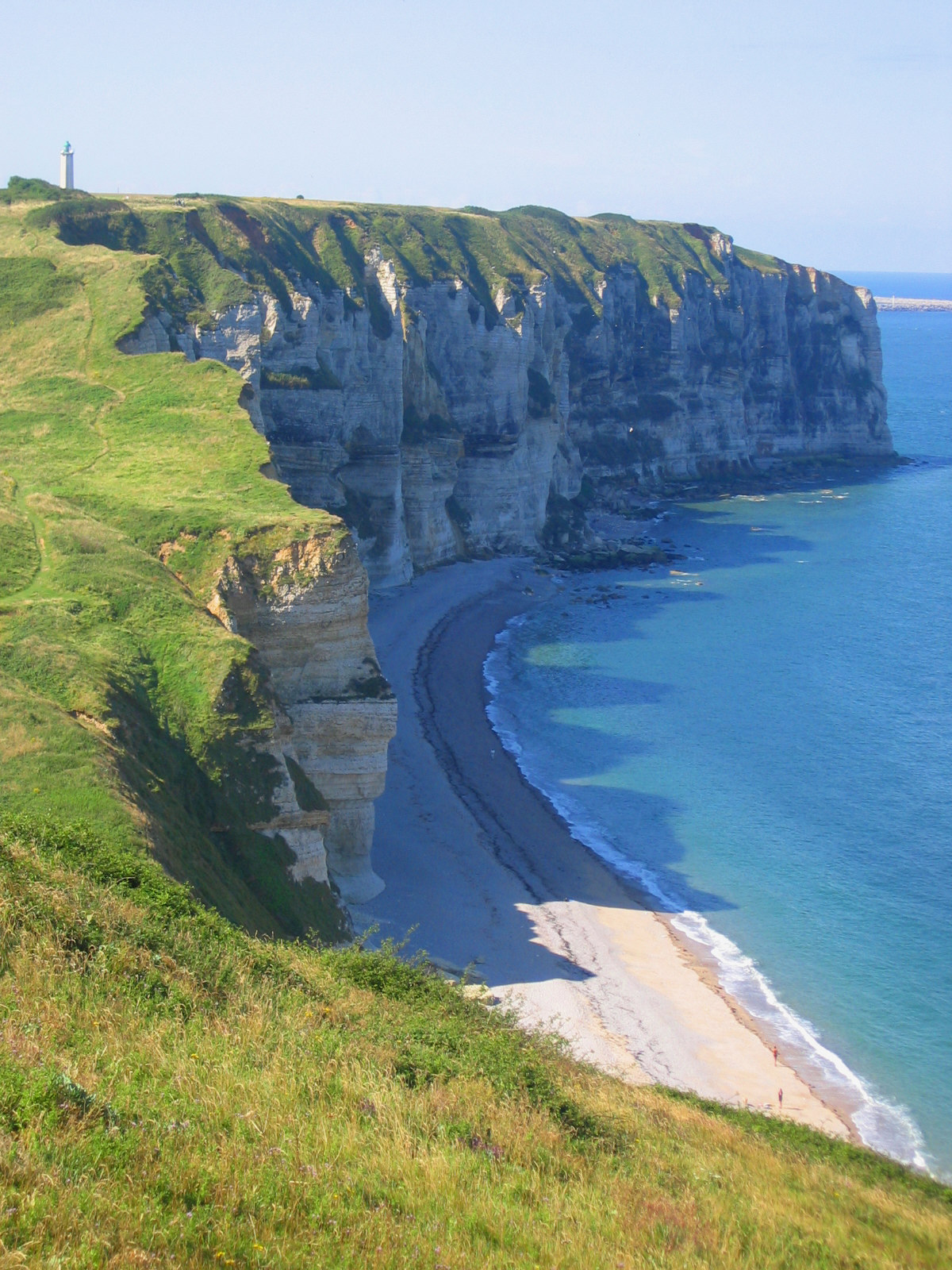
La spiaggia di Tilleul
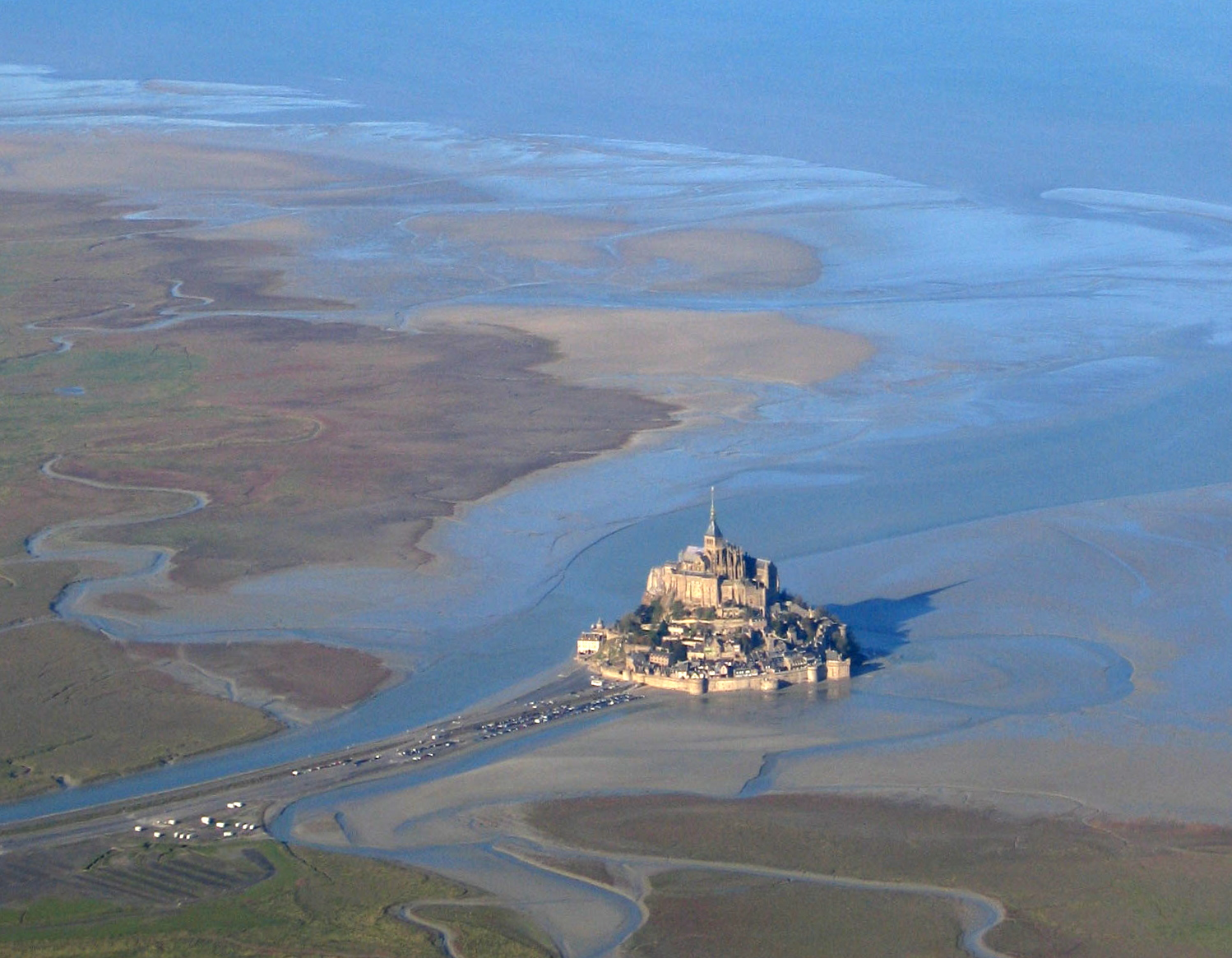
La baia di Le Mont-Saint-Michel
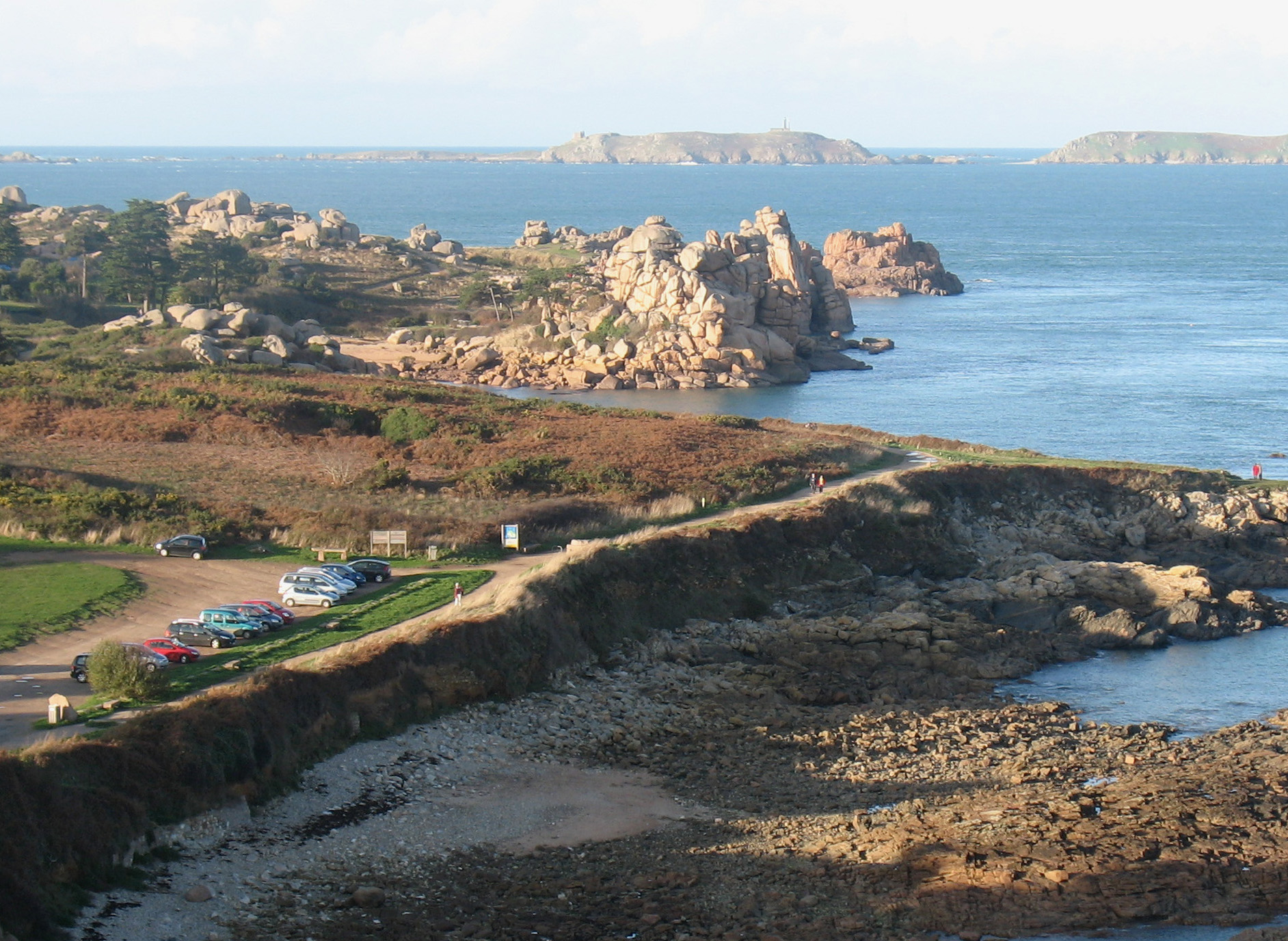
Una costa in Bretagna
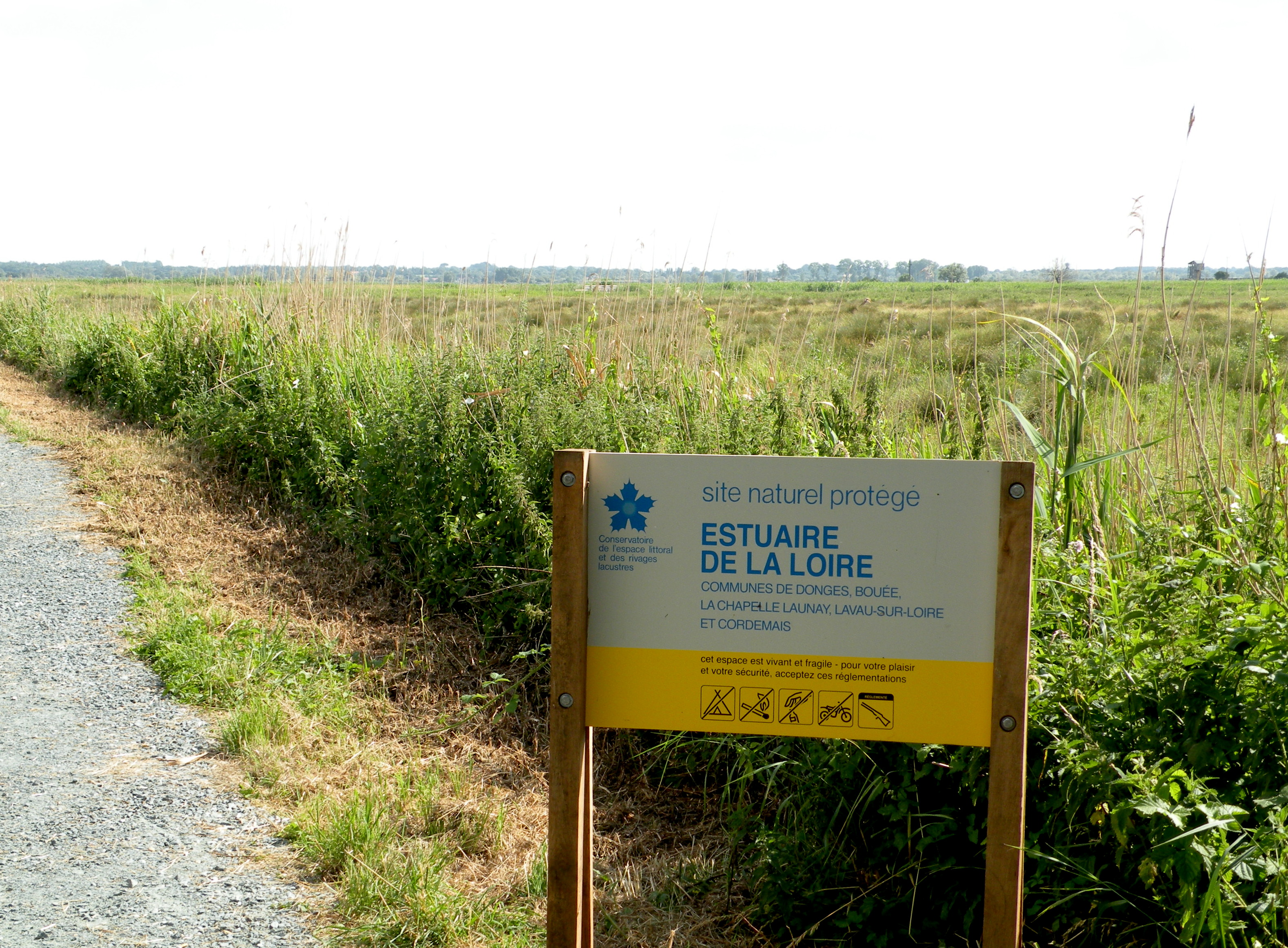
L'estuario della Loira
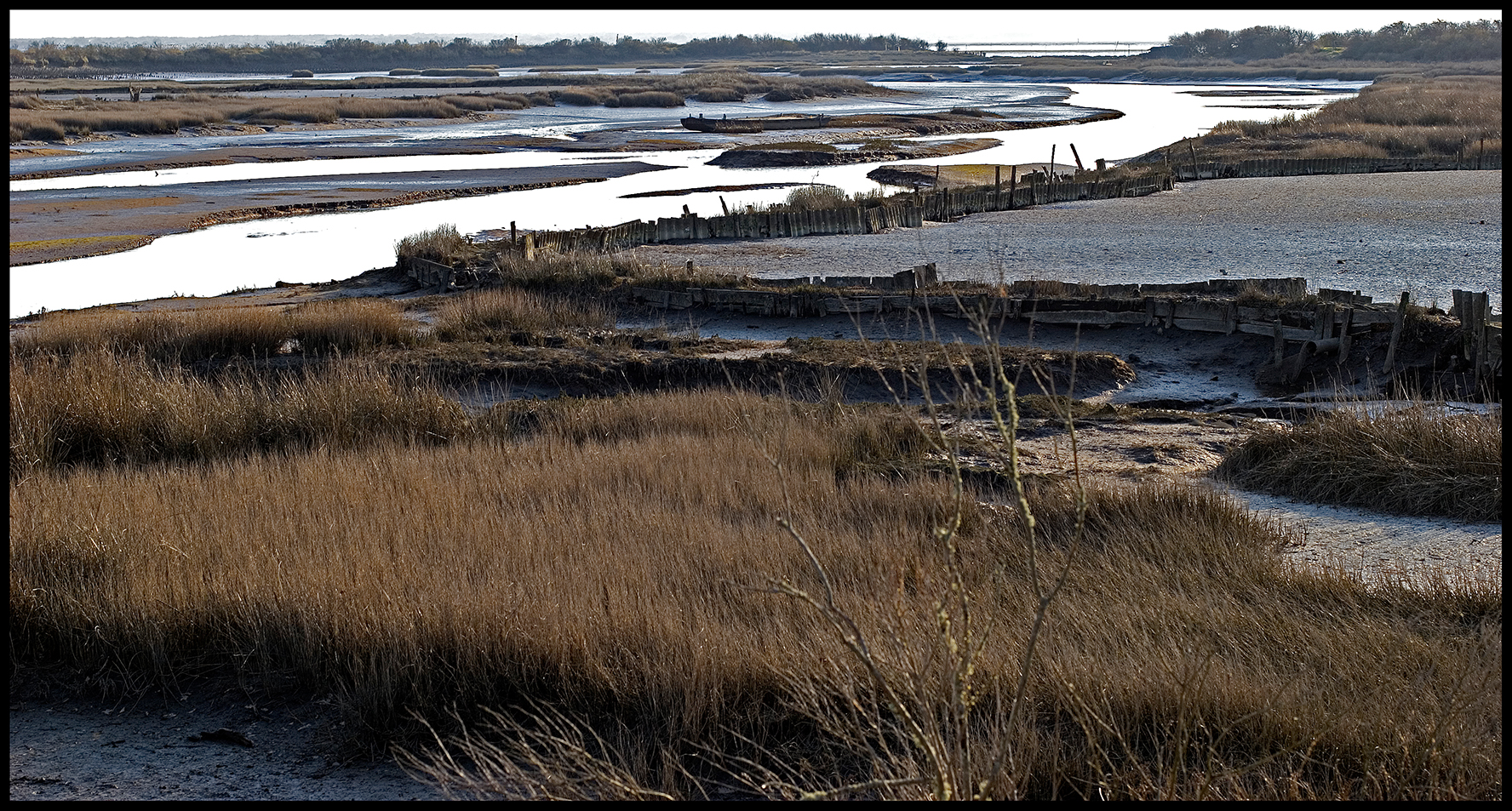
Una zona umida nei pressi di Arcachon
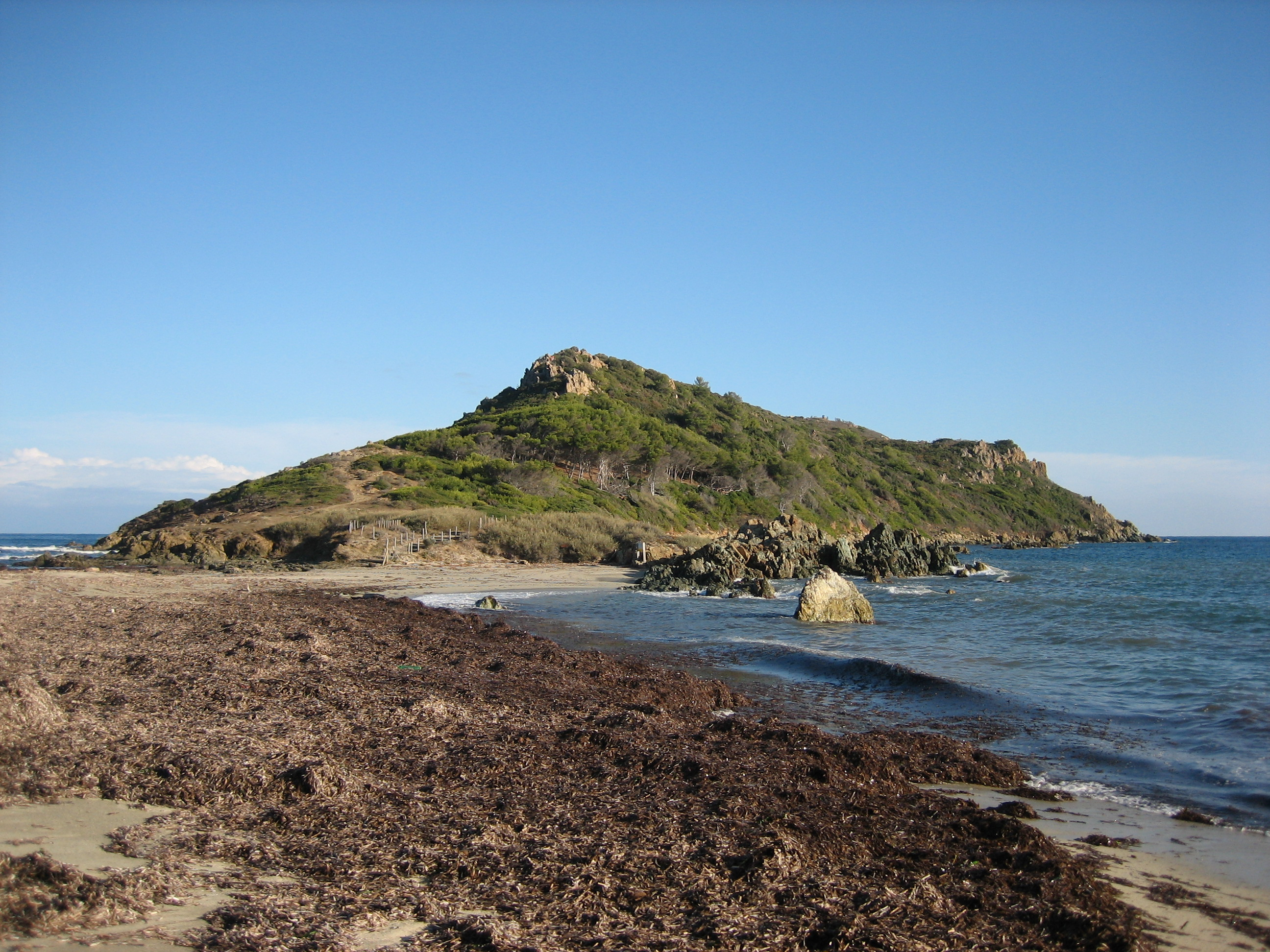
Capo Taillat a Saint-Tropez